# بوگاتی ویرون
بوگاتی ویرون ئی‌بی ۱۶٫۴ (به انگلیسی: Bugatti Veyron EB 16.4) یک خودروی اسپورت موتور وسط است. این خودرو طراحی و تولید شده در آلمان توسط گروه فولکس واگن و سرهم‌بندی شده در مولزهایم فرانسه، توسط شرکت خودروسازی فرانسوی بوگاتی است.
بوگاتی ویرون با سرعت ۴۱۸ کیلومتر درساعت، زمانی سریع‌ترین خودروی جهان بوده است.

## نام خودرو
نام اصلی این خودرو ویرون ئی‌بی ۱۶٫۴ است، ویرون از نام پیر ویرون که قهرمان مسابقات ۲۴ ساعته لمانز در سال ۱۹۳۹ با ماشین بوگاتی بود و EB مخفف نام اتوره بوگاتی طراح و سازنده خودرو فرانسوی و بنیانگذار و مالک شرکت خودروسازی بوگاتی بود گرفته شده است و ۱۶٫۴ اشاره به موتور ۱۶ سیلندر و چهارگانه توربوشارژر دارد.

## تاریخچه
بنیانگذار شرکت اتوره بوگاتی از سال ۱۹۰۹ تا ۱۹۴۷ در کار تولید خودروهایی با قدرت بسیار بالا بود. سپس شرکت دچار مشکلات مالی شد تا هنگامی‌که در سال ۱۹۹۸ گروه فولکس واگن آلمان حق امتیاز این برند را خرید بوگاتی دوباره به حیات بازگشت. در سال ۲۰۰۰ میلادی تصمیمات برای ساخت «خودرویی غیرعادی» گرفته شد، خودرویی با قدرت موتور ۱۰۰۱ اسب بخار که حداکثر سرعت نوع ساده آن ۴۰۸٫۸۴ کیلومتر در ساعت می‌باشد. بوگاتی ویرون به‌عنوان خودروی منتخب دهه گذشته برنامه مشهور تخت گاز برگزیده شد.

## قدرت موتور و طراحی
کلیه قطعات موتور به صورت دستی ساخته و سر هم‌بندی می‌شود، تولید اکثر قطعات این خودرو در آلمان انجام می‌گیرد اما برای سرهم‌بندی به مولشایم فرانسه فرستاده می‌شوند، قیمت آن بدون هیچ گونه لوازم اضافی دو و نیم میلیون دلار است؛ و تا سال ۲۰۱۵ به تعداد ۴۵۰ عدد از این خودرو ساخته شده است. این خودرو با توان حداکثر ۱۰۰۱ اسب بخار و حداکثر با سرعت ۴۰۹ کیلومتر بر ساعت است و ۱۶ سیلندر در سیکل ترکیبی ۲۳٫۱ لیتر بنزین به ازای هر ۱۰۰ کیلومتر مصرف می‌کند و مصرف آن در شهر به ۳۷٫۲ لیتر می‌رسد و در جاده نیز ۱۴٫۹ لیتر در هر ۱۰۰ کیلومتر می‌رسد.

## مدل سوپر اسپورت
بوگاتی در سال ۲۰۱۰ خودروی سوپر اسپرت را معرفی کرد، این مدل با قدرت موتور نزدیک به ۱۲۰۰ اسب بخار و گشتاوری معادل ۱۵۰۰ نیوتن متر، سرعت آن ۴۳۱٫۰۷۲ کیلومتر در ساعت می‌رسد ۴۳۱٫۰۷۲ میانگین دو تست سرعت ۴۲۷٫۹۳۳ و ۴۳۴٫۲۱۱ کیلومتر درساعت است)، البته برای محافظت از تایرها سرعت آن به ۴۱۵ کیلومتر در ساعت محدود شده است. برای تولید قدرت بیشتر موتور ۱۶ سیلندر آن به توربو شارژر و اینتر کولر بزرگ‌تر مجهز شده است؛ و برای ایمنی بیشتر شاسی آن دوباره طراحی شده است و چرخ‌ها با دقت بسیار بالا در اختیار راننده هستند. شتاب جانبی که می‌تواند تحمل کند ۱٫۴g است که عدد «شگفت‌انگیزی» است که با استفاده از سیستم هوشمند کنترل چهار چرخ آن امکان‌پذیر است. بدنه جدید که از ساختار فیبر جدیدی استفاده می‌کند و بدنه‌ای که می‌تواند شدت ضربات را جذب کند همراه با کاهش وزن ایمنی بالاتری را هم فراهم می‌کند. بدنه تماماً از فیبر کربن است و در صورت سفارش مشتری بدنه پوشیده از جنسی پولیش شده در اختیارش قرار می‌گیرد. هوای مورد نیاز موتور که حجم زیادی هم هست از طریق داکتی که روی سقف اتومبیل قرار دارد مکش می‌شود، اتومبیل اسپرت بدنه ویرون سوپر اسپرت به خوبی دچار اصلاحات شده است به‌طوری‌که در هر موقعیتی بهترین تعادل را برای اتومبیل به همراه داشته باشد.

## رکورد گینس
در آوریل سال ۲۰۱۳ گینس اعلام کرد رکورد سریع‌ترین خودروی جهان که بوگاتی ویرون در سال ۲۰۱۰ با مدل سوپر اسپورت ثبت کرده بود را پس می‌گیرد. علت پس گرفتن رکورد این بود که بوگاتی در مدل‌های تولیدی بوگاتی ویرون اسپرت حداکثر سرعت خودرو را به ۴۱۵ کیلومتر در ساعت محدود کرده بود در حالی‌که خودرویی که با آن رکورد ثبت شده بود با خاموش کردن این سیستم الکترونیکی توانسته بود سرعت ۴۳۱٫۰۷۲ کیلومتر در ساعت را ثبت کند. گینس اعلام کرد به دلیل اینکه آن خودرو برای ثبت رکورد دستکاری شده بود سرعت ثبت شده پذیرفته نیست. بوگاتی در واکنش اعلام کرد در این باره با مسئولان مؤسسه گینس گفتگو خواهد کرد. البته بعدها با معرفی خودروی هنسی ونوم جی‌تی بوگاتی ویرون این رکورد را از دست داد و بوگاتی در تلاش است با خودروی بوگاتی شیرون این رکورد را مجدداً به نام خود کنند.

## جدول فروش
| سال   | فروش جهانی |
| ----- | ---------- |
| ۲۰۰۵  | ۵          |
| ۲۰۰۶  | ۴۴         |
| ۲۰۰۷  | ۸۱         |
| ۲۰۰۸  | ۷۱         |
| ۲۰۰۹  | ۵۰         |
| ۲۰۱۰  | ۴۰         |
| ۲۰۱۱  | ۳۸         |
| ۲۰۱۲  | ۳۱         |
| ۲۰۱۳  | ۴۷         |
| مجموع | ۴۰۷ عدد    |